# Кастро улични фестивал
Кастро улични фестивал је (енг:Castro Street Fair) је ЛГБТ парада која се одржава сваке прве недеље у октобру у Кастро четврти у Сан Франциску. Фестивал је основан од стране политичара за заштиту ЛГБТ права Харвија Милка 1974. године. На паради учествују разни ди џејеви, певачи и представљене су  различите анимације. Током параде амбулентни ресторани служе различите врсте хране и пића. Током седамдесетих, фестивал није имао знатан циљ али данас је због притиска заједнице преструктурирао своју организацију и удружио се са локалним добротворним организацијама ради прикупљања донација за рад ЛГБТ организација.